# Bingo, Burkina Faso
Bingo är en ort i Burkina Faso.   Den ligger i provinsen Province du Boulkiemdé och regionen Centre-Ouest, i den centrala delen av landet, 30 kilometer väster om huvudstaden Ouagadougou. Bingo ligger 334 meter över havet och antalet invånare är 2 111.
Terrängen runt Bingo är platt. Närmaste större samhälle är Tanghin-Dassouri, 12,9 kilometer öster om Bingo.
Omgivningarna runt Bingo är en mosaik av jordbruksmark och naturlig växtlighet. Runt Bingo är det ganska tätbefolkat, med 199 invånare per kvadratkilometer.